# 브래드 (가수)
브래드(1984년 8월 3일 ~ )는 미국의 가수이다. 오하이오주 신시내티 출신으로 미주리 대학교를 졸업하고 대한민국의 3인조 밴드인 버스커 버스커에서 드럼을 담당했다. 과거에는 상명대학교 영어영문학부 교수로도 활동했다.

## 학력
- 미주리 대학교 학사